# Rima equivoca
In poesia, la rima equivoca è una rima tra due parole uguali in scrittura, ma con contenuto semantico differente.
Si consideri, ad esempio, il secondo e terzo verso della sirma della prima stanza della canzone di Guittone d'Arezzo Ora parrà s'eo saverò cantare:
(Guittone d'Arezzo. Ora parrà s'eo saverò cantare, vv.5-7)